# Teatr Maryjski

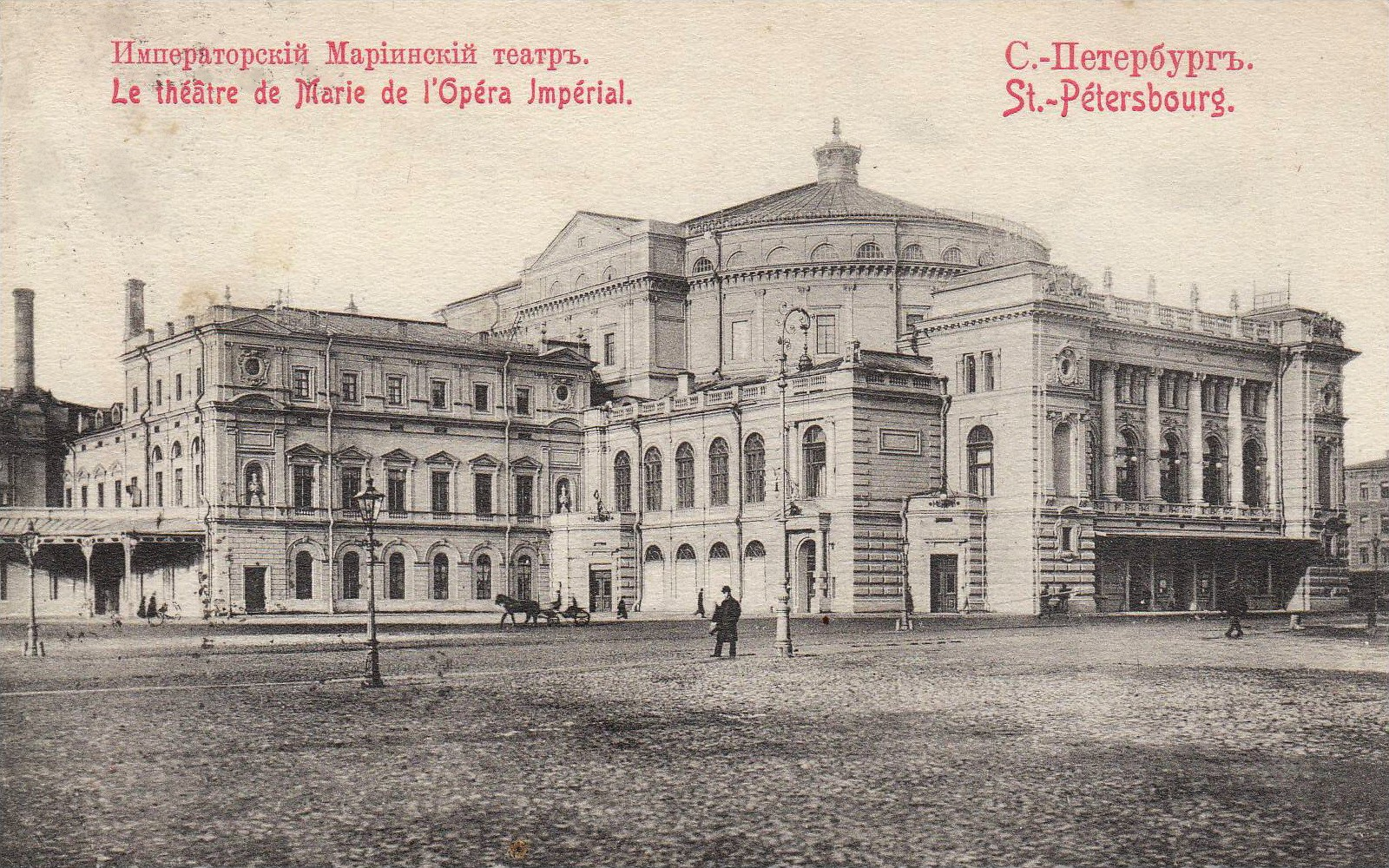
Teatr Maryjski ok. 1900 roku

Teatr Maryjski (ros. Марии́нский теа́тр) – teatr opery i baletu znajdujący się w Petersburgu. Pod obecną nazwą w latach 1860–1920 i po 1992 (na cześć cesarzowej Marii Aleksandrowny); w latach 1935–1992 nosił imię komunistycznego działacza Siergieja Kirowa i znany był jako Leningradzki Państwowy Akademicki Teatr Opery i Baletu im. S.M. Kirowa (ros. Ленинградский государственный академический театр оперы и балета имени С. М. Кирова). Obecny gmach teatru Maryjskiego został wybudowany na miejscu dawnego, spalonego teatru. Teatr został otwarty w 1860 (zespół istniał od 1783); jest to (obok moskiewskiego teatru Bolszoj) jedna z najwybitniejszych rosyjskich scen muzycznych, o bogatej tradycji, reprezentująca bardzo wysoki poziom wokalistyki, tańca i choreografii.

## Historia
Decyzja o utworzeniu zespołu teatralnego w Petersburgu została podjęta przez cesarzową Katarzynę II 12 czerwca 1783 roku. 5 października tego samego roku nastąpiła jego inauguracja. Wystawiono wówczas operę Il Mondo della luna, autorstwa Giovanniego Paisellego. Budynek zaprojektowany został przez Antonio Rinaldiego. Repertuar składał się wówczas przede wszystkim z oper francuskich i włoskich, ale znaleziono też miejsce dla rodzimych dzieł rosyjskich. Przebudowy budynku między 1802 a 1803 rokiem dokonał Jean-François Thomas de Thomon, jednakże teatr Wielki spłonął w 1811 roku. Odbudowa zakończyła się w 1818 roku. Kolejne lata znane są jako złota era rosyjskiego baletu, z premierą Życia za cara Michaiła Glinki w 1836 roku. W kolejnych latach opery wystawiane były na deskach teatru Aleksandryjskiego i tzw. Teatru-Cyrku. Ten ostatni spłonął w 1859 roku i na jego miejscu rozpoczęto budowę nowego, obecnego gmachu. Autorem projektu architektonicznego był Alberto Cavos. Otrzymał on nazwę Teatru Maryjskiego (Mariinskij tieatr) na cześć małżonki cesarza Aleksandra II Romanowa, Marii Aleksandrowny. Inauguracja nastąpiła 2 października 1860 roku, a wykonano wówczas Życie za cara.
W 1885 roku budynek został rozbudowany, a w 1894 roku przeszedł kolejną przebudowę oraz renowację wnętrz i fasady. Sytuacja teatru Maryjskiego zmieniła się po upadku monarchii i przewrocie październikowym. 9 listopada 1917 roku został on ogłoszony teatrem państwowym i jaki taki miał podlegać Ludowemu Komisariatowi Oświaty Rosyjskiej FSRR. Od 1920 roku nosił oficjalną nazwę Państwowego Akademickiego Teatru Opery i Baletu, a w 1935 roku jego patronem został Siergiej Kirow. W czasie II wojny światowej, od 1941 do 1944 roku, działalność teatru była zawieszona. Wznowiono ją dopiero 1 września 1944 roku, wykonaniem Życia za cara Michaiła Glinki.
W czasach sowieckich teatr łączył umiejętnie klasykę z nowoczesnymi przedstawieniami operowymi. Pod koniec lat osiemdziesiątych XX wieku dyrekcję teatru objął Walerij Giergijew (w 1988 roku) i uczynił z niego jeden z najbardziej operatywnych zespołów operowych świata, który tworzy spektakle w koprodukcji m.in. z nowojorską Metropolitan Opera, mediolańską La Scalą, londyńską Covent Garden, San Francisco Opera i Festiwalem w Salzburgu. W 1992 roku powrócono do tradycyjnej nazwy.

## Nowy gmach

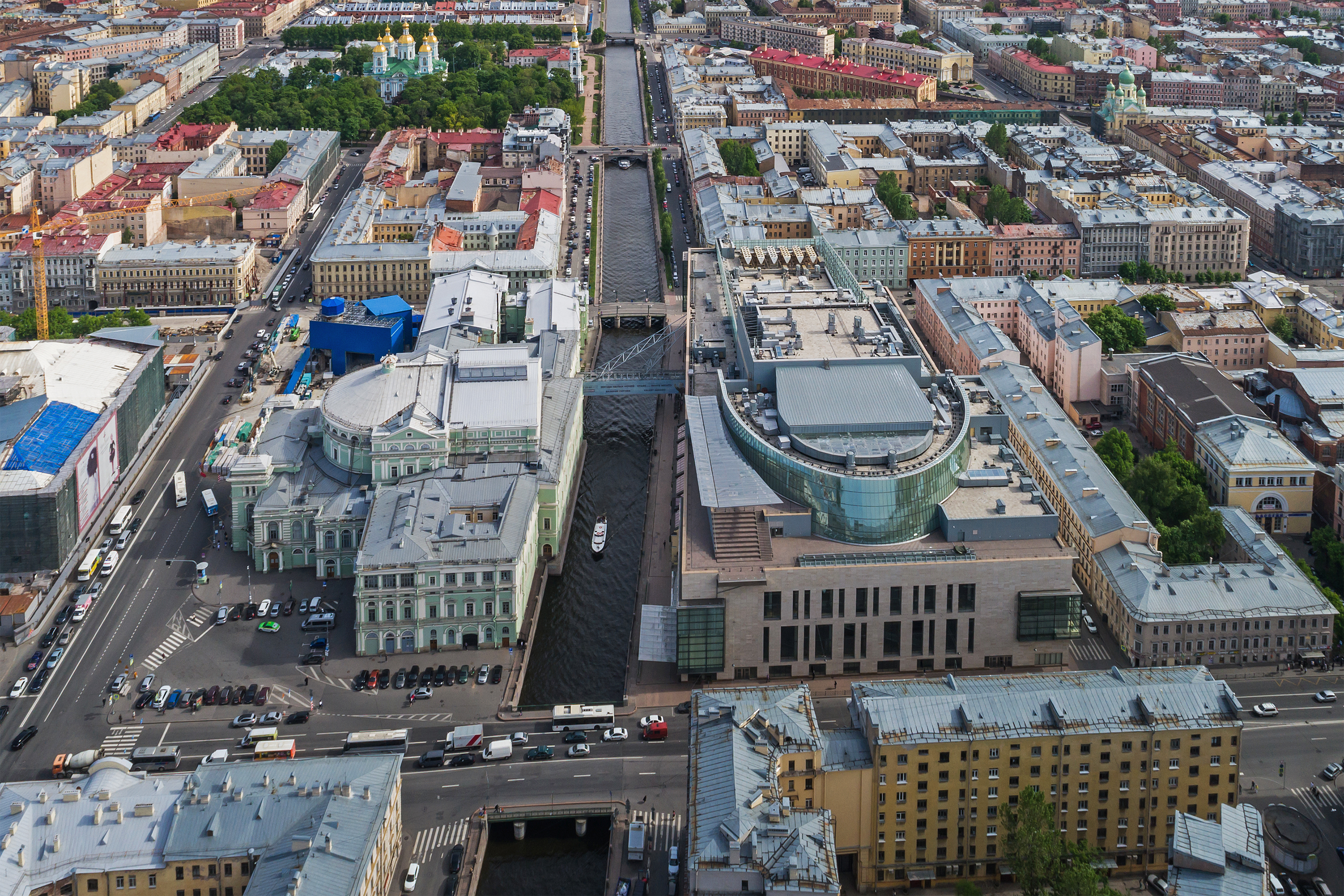
Stary (z lewej) i nowy (z prawej) gmach Teatru Maryjskiego

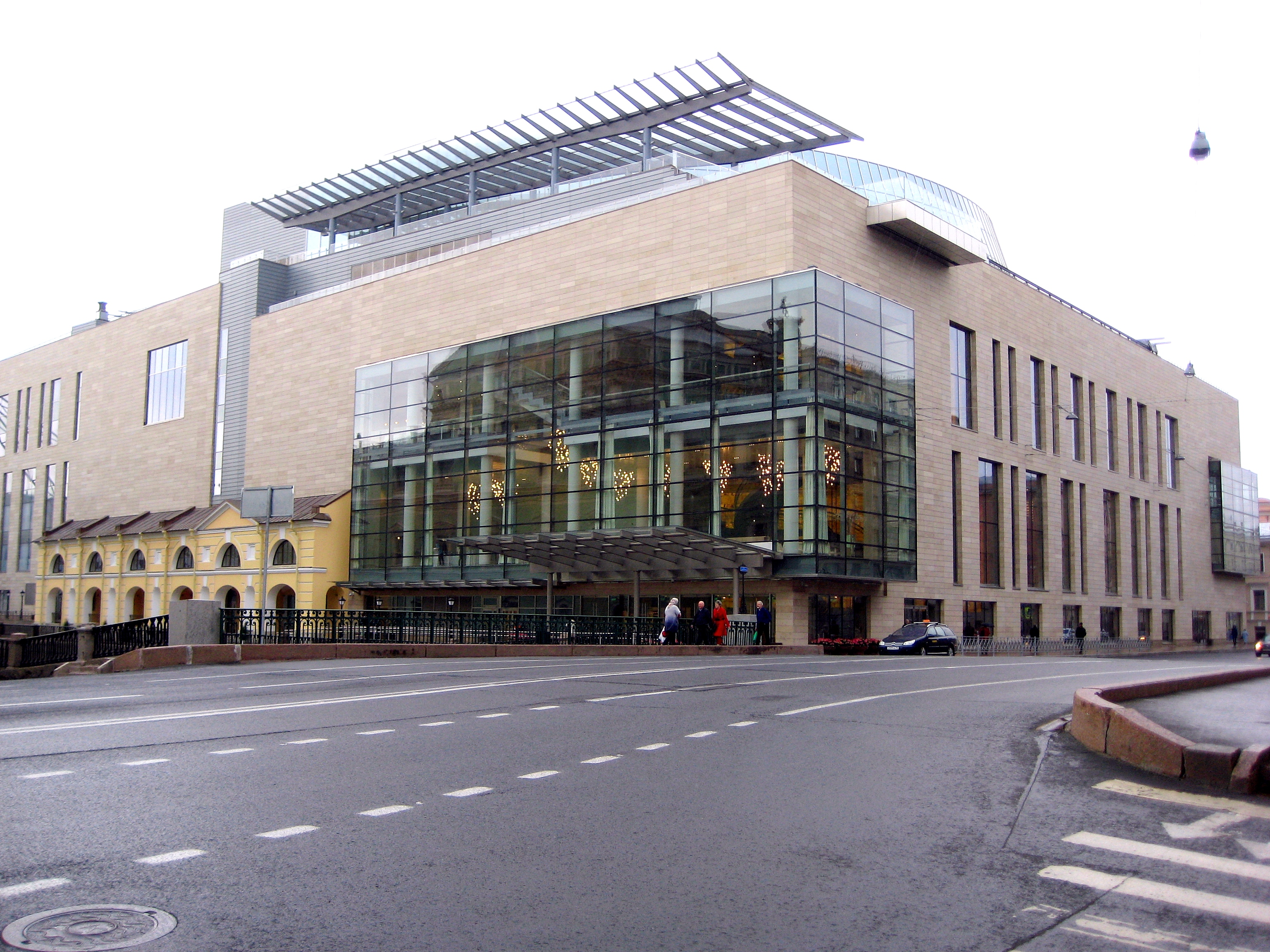
Nowy gmach teatru

Przygotowania do budowy nowego gmachu teatru Maryjskiego rozpoczęły się jeszcze w latach dziewięćdziesiątych XX wieku. W 2003 roku, w specjalnym konkursie, wyłoniono projekt architektoniczny, którego autorem został Dominique Perrault. W 2007 roku ostatecznie zrezygnowano z jego usług i wytypowano nowy projekt. Budowa rozpoczęła się w 2008 roku. Pochłonęła ona ok. 21 miliardów rubli i tym samym nowy teatr stał się jednym z najdroższych obiektów przeznaczonych na cele kultury, jakie wybudowane zostały na terenie Federacji Rosyjskiej.
W nowym gmachu znalazła się sala widowiskowa, która może pomieścić ponad 2 tysiące widzów, a także sala prób dla zespołu baletowego, operowego, orkiestry oraz chóru. Swe miejsce znalazły tam także garderoby, pomieszczenia zaplecza technicznego, reprezentacyjne foyer, restauracje oraz sklepy. Na dachu budynku umiejscowiono amfiteatr dla 200 osób z tarasem widokowym. Obiekt składa z siedmiu kondygnacji naziemnych i trzech podziemnych. Komunikację ze starą budowlą zapewniają łączniki. Jego powierzchnia całkowita wynosi 8 tysięcy metrów kwadratowych. Zewnętrzna elewacja wykonana została z beżowego marmuru jurajskiego. Budynek charakteryzują duże panoramiczne okna, którym nadano różne rozmiary, a całość zwieńczona została metalowym dachem. Ściany dwupiętrowego foyer są podświetlane i wyłożone onyksem, posadzki wykonano natomiast z marmuru. Przy budowie wykorzystane zostały naturalne materiały budowlane, gips i drewno, mając na uwadze zapewnienie odpowiedniej akustyki. Projekt opracował kanadyjski architekt Jack Diamond.
Nowy gmach nosi nazwę Maryjski-2 (Mariinskij-2, Мариинский-2), a jego uroczyste otwarcie nastąpiło 2 maja 2013 roku. Wziął w nim udział prezydent Władimir Putin, który wygłosił specjalną mowę. Pojawiło się też wielu ludzi kultury, nauki, gospodarki oraz władz miasta i regionu. Nowy budynek wzbudził kontrowersje wśród mieszkańców Petersburga. Uznano, że nowoczesny obiekt źle wpisuje się w historyczne otoczenie tego miejsca i zaburza harmonię zabytkowej okolicy. Skrytykowany został m.in. przez dyrektora Ermitażu Michaiła Piotrowskiego. Zbierane są nawet podpisy pod petycją do władz miasta by obiekt został wyburzony.